# Die Geisha und der Samurai
Die Geisha und der Samurai ist ein deutsches Stummfilmmelodram aus dem Jahre 1919 von Carl Boese mit Gertrud Welcker und Ernst Deutsch in den Hauptrollen.

## Handlung
Die Handlung spielt rund um das Thema Morphiumsucht, das im Jahre 1919 äußerst beliebt war und in mehreren deutschen Filmen mit Sensationscharakter behandelt wurde.
Im Zentrum dieser Geschichte steht Ellen Hall, deren Gatte Experimente mit Morphinsüchtigen betreibt, um sie von ihrer Krankheit zu heilen. Ihm zur Seite steht sein Assistent, der Japaner Dr. Imari. Selbiger hat ein Auge auf die weiße Frau geworfen und versucht, sie sich seiner Untertan zu machen, in dem er Ellen selbst morphiumabhängig macht. Während der ratlose Dr. Hall seine eigene Frau zu heilen versucht, konterkariert Imari die Bemühungen seines Chefs und schmuggelt regelmäßig Morphium-Nachschub zu. Hall glaubt nun, dass seine Frau eine Affäre mit seinem japanischen Assistenten hat und wirft beide aus seinem Haus.
Fortan steht Ellen noch stärker unter der Fuchtel Dr. Imaris, der sie mit sich nimmt und zugleich ihr Drogenlieferant wird. Da er als Japaner in Europa nicht praktizieren darf, versucht Imari auf anderem Wege zu Geld zu kommen. Er sucht seinen Vater auf, der als Zauberer für volle Häuser sorgt. Imari junior steigt in die Fußstapfen des Vaters und versucht sich nunmehr auch in der Magie. In der Messerwerferei, so glaubt er, seine Berufung gefunden zu haben – mit Ellen als lebende Zielscheibe, Die beide treten als Duo „Die Geisha und der Samurai“ auf. Ellen wird sich aber ihrer vollkommenen Abhängigkeit von Imari bewusst und telegrafiert in einem lichten Moment ihrem Ehemann, mit der Bitte, sie abzuholen. Als Dr. Hall ankommt, ist es bereits zu spät: Ellen Hall ist an ihrer Sucht gestorben.

## Produktionsnotizen
Die Geisha und der Samurai war bei seiner Zensurierung im Jahre 1921 1439 Meter lang, verteilt auf fünf Akte. Bereits am 28. Juni 1919 wurde der Film bereits erstmals gezeigt. In einem Widerrufverfahren erhielt der Streifen am 20. März 1923 ein generelles Verbot.

## Kritiken
„Sehr spannend sind die einzelnen Szenen ausgebaut, die sich bis zur Wirkung eines Schlagers steigern. Gertrude Welker, Ernst Deutsch und Werner Hollmann vertreten die Hauptrollen, die wie für sie geschaffen sind. Die Ausstattung entspricht dem Milieu der Handlung und schmiegt sich unauffällig derselben ein.“

Paimann’s Filmlisten resümierte: „Stoff, Photos, Spiel und Szenerie sehr gut.“